# Seven Card Stud
Seven card stud er en variant af poker hvor hver spiller har 3 lukkede og 4 åbne kort. Hver spiller danner af sine 7 kort den bedst mulige pokerhånd på 5 kort. Værdierne af pokerhånden følger de almindelige regler. Spillet kan spilles af 2-8 spillere pr. bord.
Før kortgivningen lægger hver spiller en ante hvis der spilles med dette. Herefter gives kort hvorved hver spiller får to lukkede og et åbent kort hver. Derefter følger første budrunde i hvilken spilleren med det laveste kort almindeligvis skal placere et tvungent bet (bring-in) hvorefter buddene falder med uret rundt. Når første budrunde er overstået, tildeles de resterende spillere hver et åbent kort, og anden budrunde følger. I anden og følgende budrunder starter den højeste synlige hånd buddene, og der er ikke noget tvungent bet. Efter anden budrunde, tildeles hver af de resterende spillere endnu et åbent kort efterfulgt af tredje budrunde. Herefter uddeles endnu et åbent kort efterfulgt af fjerde budrunde. Efter fjerde budrunde tildeles hver af de tilbageværende spillere hver et lukket kort. Efter uddelingen af det sidste kort følger den femte og sidste budrunde. Såfremt mere end en spiller er tilbage efter denne, foretages showdown, og højeste pokerhånd vinder puljen. Hvis der ved uddelingen af det sidste kort til hver spiller, ikke er tilstrækkelig mange kort tilbage til at give hver spiller et kort, lægges i stedet et fælles kort åbent på bordet. Dette fælles kort kan alle spillere anvende sammen med deres 6 øvrige kort til at danne den bedste hånd.
Skematisk er spilforløbet altså som følger:
- evt. ante
- to lukkede og et åbent kort uddeles
- første budrunde med low-card bring-in
- et åbent kort uddeles
- anden budrunde
- et åbent kort uddeles
- tredje budrunde
- et åbent kort uddeles
- fjerde budrunde
- et lukket kort uddeles
- femte budrunde
- showdown

Spillet spilles næsten altid som limit, dvs. med faste bud.
Seven card stud kan også spilles som lowball hvor laveste hånd vinder. Denne variant kaldes razz. En almindelig variant af 7 card stud eight or better hvor puljen deles lige over mellem højeste og laveste hånd hvis laveste hånd har 8 eller et lavere kort som højeste kort. I andre tilfælde vinder højeste hånd hele puljen.
Seven card stud er udviklet af den oprindelige variant af stud poker, five card stud.
I pokerens "femkamp", HORSE, indgår tre varianter af seven card stud, nemlig razz, almindelig seven card stud og seven card stud eight or better.